# Mount Hope (Ross Dependency)
Mount Hope är ett 1100 meter högt berg vid randen av Beardmore-glaciären vid Ross Ice Shelf i Antarktis. Det upptäcktes den 3 december 1908 av Ernest Shackleton under Nimrodexpeditionen, den brittiska expeditionen  till Sydpolen 1907-09.
Det var från toppen av detta berg som expeditionen upptäckte Beardmore-glaciären. Det gav expeditionen hopp om framgång, därav bergets engelska namn, ”Mount Hope”, Hoppets berg. Expeditionen nådde emellertid aldrig Sydpolen.
Tre år senare följde Robert Scotts Terra Nova-expedition samma rutt. Expeditionen nådde Sydpolen, men alla fem medlemmarna i expeditionen omkom på återvägen. Scott blev hågkommen för att ha kommit ”tvåa” till Sydpolen.
Mount Hope var också bas för depåer i samband med Shackletons episka Endurance-expedition (1914-17). Målet var att göra den första färden över hela den antarktiska kontinenten. Företaget misslyckades när deras fartyg Endurance bröts sönder av packisen. Expeditionen blev istället uppmärksammad för det svåra, men lyckosamma räddningsföretag som Shackleton utförde tillsammans med fem av expeditionens medlemmar. Mot alla odds tog de sig över havet och kunde återvända till olycksplatsen med ett annat fartyg för att rädda alla expeditionsmedlemmarna.
På grund av dessa händelser kan berget inte sägas ha infriat några förhoppningar.